# دان بونس
دان بونس (بالإنجليزية: Dan Ponce)‏ هو صحفي أمريكي، ولد في 7 ديسمبر 1976.